# Ринкявичюс, Гинтарас
Гинтарас Ринкявичюс (лит. Gintaras Rinkevičius; род. 20 февраля 1960, Вевис) — литовский дирижёр. Заслуженный артист Литовской ССР (1987), лауреат Национальной премии Литвы по культуре и искусству (1994). 

## Биография
Окончил Национальную школу искусств им. М. К. Чюрлёниса, затем Ленинградскую консерваторию (класс симфонического дирижирования Р. В. Мартынова; 1983) и аспирантуру Московской консерватории (1986). Ринкявичюс стал лауреатом на Пятом Всесоюзном конкурсе дирижёров в Москве (1983) и на Международном конкурсе фонда Герберта фон Караяна в Берлине (1985), в 1986 году получил специальный приз на Международном конкурсе памяти Яноша Ференчика в Будапеште.
В 1988 году Ринкявичюс возглавил Литовский государственный симфонический оркестр и является его бессменным руководителем. Одновременно он руководил Латвийской национальной оперой (1996—2003), удостоился в 1996 и 2000 годах главной музыкальной премии Латвии, а в 1997 году был признан в Латвии дирижёром года. В 2002—2005 годах он руководил оркестром оперного театра Мальмё, а в 2007 году встал во главе Новосибирского академического симфонического оркестра.
Помимо Новосибирска, Ринкявичюс часто выступает в России с различными коллективами. Он дирижировал балетом Сергея Прокофьева «Ромео и Джульетта», операми Чайковского «Пиковая дама», Пуччини «Богема» и «Турандот», Верди «Набукко» в Большом театре, «Реквиемом» Верди в «Новой опере», в 1996 г. принял участие в московских юбилейных концертах к 50-летию Виктора Третьякова, получив восторженный отзыв рецензента:

Солист и оркестр едины, Гинтарас Ринкявичюс управляет оркестром удивительно точно, остро, динамично. Музыка позволяет перевести дух только тогда, когда отзвучала последняя нота, сделаны последние движения смычка, последний мах дирижёрской палочки.

Жена — Татьяна Ринкявичене, руководитель хора «Русская классика», художественный руководитель Русского драматического театра в Вильнюсе (2002—2009). Их дочери — Рута Ринкявичюте (р. 1984) — пианистка, Сауле Ринкявичюте (р. 1986) — скрипачка.

## Награды и звания
- Офицер ордена Великого князя Литовского Гядиминаса (10 февраля 1997 года) — по случаю Дня восстановления Литовского государства 16 февраля[6].
- Большой крест ордена «За заслуги перед Литвой» (13 февраля 2020 года) — по случаю 16 февраля - Дня восстановления Литовского государства за заслуги перед Литовской Республикой и за прославление имени Литвы в мире[7].
- Большой командорский крест ордена «За заслуги перед Литвой» (4 февраля 2009 года) — за заслуги перед Литовской Республикой и за вознесение имени Литвы в мире[8].
- Памятный знак за личный вклад в развитие трансатлантических отношений Литвы и по случаю приглашения Литовской Республики в НАТО (12 февраля 2003 года)[9].
- Офицер ордена Трёх звёзд (12 марта 2001 года, Латвия)[10].
- Командор Орден Заслуг (11 августа 2003 года, Португалия)[11].
- Командор ордена Заслуг (1998, Норвегия)[12].
- Орден Дружбы (25 сентября 2010 года, Россия) — за большой вклад в укрепление российско-литовского культурного сотрудничества[13].
- Заслуженный артист Литовской ССР (20 февраля 1987 года) — за заслуги перед литовским советским музыкальным искусством и активное участие в общественной жизни[14].
- Национальная премия Литвы по культуре и искусству (1994).
- титул «Дирижёр года» в Латвии (1999).
- Большая музыкальная премия Латвии (1997, 2000).